# باسكال بيلر
باسكال بيلر (بالألمانية: Pascal Bieler)‏ (مواليد 26 فبراير 1986 في برلين - ألمانيا) لاعب كرة قدم ألماني يلعب حاليا لصالح نادي الدرجة الأولى نورمبرغ الألماني منذ 1999 في مركز قلب الدفاع .

## روابط خارجية
- باسكال بيلر على موقع قاعدة بيانات كرة القدم.إي يو (الإنجليزية)
- باسكال بيلر على موقع بيانات كرة القدم. دي إي (الألمانية)
- باسكال بيلر على موقع عالم كرة القدم.نت (الإنجليزية)
- باسكال بيلر على موقع كووورة